# Banda Aceh
Banda Aceh är huvudstaden i den indonesiska autonoma regionen Aceh på Sumatras nordvästra spets. Banda Aceh drabbades mycket hårt av jordbävningen i Indiska oceanen 2004. Invånarantalet var ungefär en kvarts miljon vid tidpunkten för jordbävningen men hade sjunkit till 177 881 året efter. Folkmängden beräknades till cirka 270 000 invånare 2019.

## Administrativ indelning
Staden var år 2010 indelad i nio underdistrikt (kecamatan) som i sin tur var indelade i 90 gampong, en administrativ enhet av mindre storlek.

### Underdistrikt
- Baiturrahman
- Banda Raya
- Jaya Baru
- Kuta Alam
- Kuta Raja
- Lueng Bata
- Meuraxa
- Suiyah Kuala
- Ulee Kareng